# Теорема Пуанкаре — Біркгофа — Вітта
Теорема Пуанкаре — Біркгофа — Вітта — твердження у математиці, що описує структуру універсальних обгортуючих алгебр і є одним із фундаментальних результатів теорії алгебр Лі і їх представлень.

## Твердження
Нехай {\displaystyle T({\mathfrak {g}}),U({\mathfrak {g}}),S({\mathfrak {g}})} позначають відповідно тензорну алгебру, універсальну обгортуючу алгебру і симетричну алгебру для алгебри Лі {\displaystyle {\mathfrak {g}}} над полем K. Для тензорної алгебри можна ввести фільтрацію
{\displaystyle T_{m}{\mathfrak {g}}=K\oplus {\mathfrak {g}}\oplus T^{2}{\mathfrak {g}}\oplus \cdots \oplus T^{m}{\mathfrak {g}}}
де
{\displaystyle T^{m}{\mathfrak {g}}=T^{\otimes m}{\mathfrak {g}}={\mathfrak {g}}\otimes \cdots \otimes {\mathfrak {g}}}
Для універсальної обгортуючої і симетричної алгебри теж при цьому отримуються фільтрації, якщо взяти відповідні факторизації зокрема {\displaystyle U_{m}({\mathfrak {g}})=\pi (T_{m})} і {\displaystyle S_{m}({\mathfrak {g}})=p(T_{m}),} де {\displaystyle \pi ,p} — відповідні факторизації для універсальної обгортуючої і симетричної алгебр.
Тоді можна ввести нові простори:
{\displaystyle G_{m}({\mathfrak {g}})=U_{m}({\mathfrak {g}})/U_{m-1}({\mathfrak {g}})}
і
{\displaystyle G({\mathfrak {g}})=G_{0}({\mathfrak {g}})\oplus G_{1}({\mathfrak {g}})\oplus G_{2}({\mathfrak {g}})\ldots }
Позначаючи {\displaystyle \psi :U({\mathfrak {g}})\to G({\mathfrak {g}})} відповідну факторизацію, отримуємо також відображення {\displaystyle \psi \circ \pi :T({\mathfrak {g}})\to G({\mathfrak {g}}).} Оскільки його образ для всіх елементів виду {\displaystyle a\otimes b-b\otimes a,\;\;a,b\in {\mathfrak {g}}} є рівним нулю, це також є справедливим і для ідеалу породженого цими елементами. Відповідно відображення {\displaystyle \psi \circ \pi } породжує відображення {\displaystyle \phi :S({\mathfrak {g}})\to G({\mathfrak {g}}).}
Теорема Пуанкаре — Біркгофа — Вітта: відображення {\displaystyle \phi } є ізоморфізмом алгебр {\displaystyle S({\mathfrak {g}})} і  {\displaystyle G({\mathfrak {g}}).}

### За допомогою базисних елементів
Нехай {\displaystyle {\mathfrak {g}}} — алгебра Лі над полем {\displaystyle K}, {\displaystyle x_{\alpha }}— її цілком впорядкований базис як векторного простору, тобто індекси {\displaystyle \alpha \in I}, де множина {\displaystyle I} є цілком впорядкованою. 
Якщо {\displaystyle i:{\mathfrak {g}}\to U({\mathfrak {g}})} — відображення {\displaystyle {\mathfrak {g}}} у її обгортуючу алгебру, то елементи {\displaystyle 1} і {\displaystyle i(x_{\alpha _{1}})\cdot \ldots \cdot i(x_{\alpha _{s}})(s\geqslant 1,\alpha _{1}\leqslant ...\leqslant \alpha _{s})} утворюють базис векторного простору {\displaystyle U}. Зокрема відображення {\displaystyle i} є ін'єктивним.

## Доведення
Нехай {\displaystyle x_{\alpha },\;\alpha \in I} — упорядкований базис {\displaystyle {\mathfrak {g}}.} Тоді симетричну алгебру {\displaystyle S({\mathfrak {g}})} можна ототожнити з алгеброю многочленів від змінних {\displaystyle x_{\alpha },\;\alpha \in I.} Для кожної послідовності індексів {\displaystyle \Sigma =(\alpha _{1},...,\alpha _{m})} можна ввести елементи {\displaystyle z_{\Sigma }=z_{\alpha _{1}},...,z_{\alpha _{m}}\in S({\mathfrak {g}})} і {\displaystyle x_{\Sigma }=x_{\alpha _{1}}\otimes ...\otimes x_{\alpha _{m}}\in T({\mathfrak {g}}).} Послідовність {\displaystyle \Sigma } називається зростаючою, якщо {\displaystyle \alpha _{1}\leqslant ...\leqslant \alpha _{m}.} Порожня послідовність теж вважається зростаючою і {\displaystyle z_{\emptyset }=1.} Тоді множина {\displaystyle z_{\Sigma }} для усіх зростаючих послідовностей {\displaystyle \Sigma } є базисом в {\displaystyle S({\mathfrak {g}}).}
{\displaystyle \alpha \leqslant \Sigma } позначає, що {\displaystyle \alpha \leqslant \mu } для всіх {\displaystyle \mu \in \Sigma .} Позначимо {\displaystyle J} — ідеал у {\displaystyle T({\mathfrak {g}})} породжений елементами {\displaystyle a\otimes b-b\otimes a,\;\;a,b\in {\mathfrak {g}}} (тобто {\displaystyle S({\mathfrak {g}})=T({\mathfrak {g}})/J}).

### Лема 1
Для кожного {\displaystyle m\in Z^{+}} існує єдине таке лінійне відображення {\displaystyle f_{m}:{\mathfrak {g}}\otimes S_{m}\to S({\mathfrak {g}}),} що: 
- {\displaystyle (A_{m})\quad f_{m}(x_{\alpha }\otimes z_{\Sigma })=z_{\alpha }z_{\Sigma }} для {\displaystyle \alpha \leqslant \Sigma ,\;z_{\Sigma }\in S_{m};}
- {\displaystyle (B_{m})\quad f_{m}(x_{\alpha }\otimes z_{\Sigma })-z_{\alpha }z_{\Sigma }\in S_{k}}  для {\displaystyle k\leqslant m,\;z_{\Sigma }\in S_{k};}
- {\displaystyle (C_{m})\quad f_{m}(x_{\alpha }\otimes f_{m}(x_{\mu }\otimes z_{T}))=f_{m}(x_{\mu }\otimes f_{m}(x_{\alpha }\otimes z_{T}))+f_{m}([x_{\alpha },x_{\mu }]\otimes z_{T})} для всіх {\displaystyle z_{T}\in S_{m-1}.}

При цьому обмеження відображення {\displaystyle f_{m}} на {\displaystyle {\mathfrak {g}}\otimes S_{m-1}} узгоджується з {\displaystyle f_{m-1}.}

#### Доведення
Обмеження відображення {\displaystyle f_{m}} на {\displaystyle {\mathfrak {g}}\otimes S_{m-1}} автоматично задовольняє умови {\displaystyle (A_{m}),(B_{m}),(C_{m})} і при виконанні єдиності має збігатися з {\displaystyle f_{m-1}.}
Існування і єдиність відображення {\displaystyle f_{m}} доводиться індукцією по m. При m = 0 маємо {\displaystyle z_{\Sigma }=1}; тому можна встановити {\displaystyle f_{0}(x_{\alpha }\otimes 1)=z_{\alpha }} (і продовжити лінійно на {\displaystyle {\mathfrak {g}}\otimes S_{0}.} Умови {\displaystyle (A_{0}),(B_{0}),(C_{0})} виконуються, і з {\displaystyle (A_{0})} зрозуміло, що вказане відображення {\displaystyle f_{0}} є єдиним можливим. 
Припустивши існування єдиного відображення {\displaystyle f_{m-1},} що задовольняє необхідні умови продовжимо {\displaystyle f_{m-1}} до {\displaystyle f_{m}.} Для цього досить визначити {\displaystyle f_{m}(x_{\alpha }\otimes z_{\Sigma })} для зростаючих послідовностей {\displaystyle \Sigma } довжини m. У випадку {\displaystyle \alpha \leqslant \Sigma } умова {\displaystyle (A_{m})} буде виконуватися, лише якщо задати {\displaystyle f_{m}(x_{\alpha }\otimes z_{\Sigma })=z_{\alpha }z_{\Sigma }.} Якщо вказана нерівність не виконується, то перший індекс {\displaystyle \mu } у послідовності {\displaystyle \Sigma } є строго меншим ніж {\displaystyle \alpha ,} тому {\displaystyle \Sigma =(\mu ,T),} де {\displaystyle \mu \leqslant T} і Т має довжину m-1. З умови {\displaystyle (A_{m-1})} одержуємо {\displaystyle z_{\Sigma }=z_{\mu }z_{T}=f_{m-1}(x_{\mu }\otimes z_{T}).} Оскільки {\displaystyle \mu \leqslant T,} то {\displaystyle f_{m}(x_{\mu }\otimes z_{T})=z_{\mu }z_{T},} так що ліва частина співвідношення {\displaystyle (C_{m})} набуває виду {\displaystyle f_{m}(x_{\alpha }\otimes z_{\Sigma }).} З іншого боку, з {\displaystyle (B_{m-1})} випливає, що {\displaystyle f_{m}(x_{\alpha }\otimes z_{T})=f_{m-1}(x_{\alpha }\otimes z_{T})\equiv z_{\alpha }z_{T}\mod S_{m-1}.} Це означає, що права частина співвідношення {\displaystyle (C_{m})} вже визначена: 
{\displaystyle z_{\mu }z_{\alpha }z_{T}+f_{m-1}(x_{\mu }\otimes y)+f_{m-1}([x_{\alpha },x_{\mu }]\otimes z_{T}),\;\;y\in S_{m-1}.}
Попередні зауваження показують, що відображення {\displaystyle f_{m}} можна визначити в єдиний спосіб. При цьому умови {\displaystyle (A_{m})} і {\displaystyle (B_{m})} очевидно виконуються,  як і {\displaystyle (C_{m})} при {\displaystyle \mu <\alpha ,\;\mu \leqslant T.} Але {\displaystyle [x_{\mu },x_{\alpha }]=-[x_{\alpha },x_{\mu }],} тож умова {\displaystyle (C_{m})} виконується і при {\displaystyle \alpha <\mu ,\;\alpha \leqslant T.} Воно виконується і при {\displaystyle \alpha =\mu .}
Залишається розглянути випадок, коли умови {\displaystyle \alpha \leqslant T} і {\displaystyle \mu \leqslant T} не виконуються. Запишемо {\displaystyle T=(\nu ,\Psi ),} де {\displaystyle \nu \leqslant \Psi ,\;\nu <\alpha ,\nu <\mu .} Для зручності позначень нехай xz позначає {\displaystyle f_{m}(x\otimes z).} З припущення індукції випливає, що {\displaystyle x_{\mu }z_{T}=x_{\mu }(x_{\nu }z_{\Psi })=x_{\nu }(x_{\mu }z_{\Psi })+[x_{\mu },x_{\nu }]z_{\Psi },} і при цьому {\displaystyle x_{\mu }z_{\Psi }=z_{\mu }z_{\Psi }+w\;(w\in S_{m-2})} з огляду на умови {\displaystyle (B_{m-2}).} Оскільки {\displaystyle \nu \leqslant \Psi ,\;\nu <\mu ,} то {\displaystyle (C_{m})} можна застосувати до {\displaystyle x_{\alpha }(x_{\nu }(z_{\mu }z_{\Psi })).} За припущенням індукції можна також застосувати {\displaystyle (C_{m})} до {\displaystyle x_{\alpha }(x_{\nu }w),} а тоді і до {\displaystyle x_{\alpha }(x_{n}u(x_{\mu }z_{\Psi })).} В результаті:
{\displaystyle x_{\alpha }(x_{m}uT)=x_{\nu }(x_{\alpha }(x_{\mu }z_{\Psi }))+[x_{\alpha },x_{\nu }](x_{\mu }z_{\Psi })+[x_{\mu },x_{\nu }](x_{\alpha }z_{\Psi })+[x_{\alpha },[x_{\mu },x_{\nu }]]z_{\Psi }.}
В усіх цих міркуваннях {\displaystyle \alpha } і {\displaystyle \mu } можна поміняти місцями. Якщо переставити їх у останнє рівняння і відняти отримане рівняння з вихідного, то ми отримаємо (за допомогою тотожності Якобі):
{\displaystyle {\begin{aligned}x_{\alpha }(x_{m}z_{T})-x_{\mu }(x_{\alpha }z_{T})=&x_{\nu }(x_{\alpha }(x_{\mu }z_{\Psi }))-x_{\nu }(x_{\mu }(x_{\alpha }z_{\Psi }))+[x_{\alpha },[x_{\mu },x_{\nu }]]z_{\Psi }-[x_{\mu },[x_{\alpha },x_{\nu }]]z_{\Psi }=\\&x_{\nu }([x_{\alpha },x_{\mu }]z_{\Psi })+[x_{\alpha },[x_{\mu },x_{\nu }]]z_{\Psi }+[x_{\mu },[x_{\mu },x_{\alpha }]]z_{\Psi }=\\&[x_{\alpha },x_{\mu }](x_{\nu }z_{\Psi })+([x_{\mu },[x_{\alpha },x_{\nu }]]+[x_{\alpha },[x_{\mu },x_{\nu }]]+[x_{\mu },[x_{\mu },x_{\alpha }]])z_{\Psi }=\\&[x_{\alpha },x_{\mu }](z_{T})\end{aligned}}}
Цим доведено співвідношення {\displaystyle (C_{m}),} а відтак і всю лему.

### Лема 2
Існує представлення {\displaystyle \rho :{\mathfrak {g}}\to {\mathfrak {gl}}(S({\mathfrak {g}})),} що задовольняє умови
- {\displaystyle \rho (x_{\alpha })z_{\Sigma }=z_{\alpha }z_{\Sigma },\;\alpha \leqslant \Sigma ;}
- {\displaystyle \rho (x_{\alpha })z_{\Sigma }\equiv z_{\alpha }z_{\Sigma }\mod S_{m},} для послідовності {\displaystyle \Sigma } довжини m.

#### Доведення
Згідно попередньої леми існує лінійне відображення {\displaystyle f:{\mathfrak {g}}\otimes S({\mathfrak {g}})\to S({\mathfrak {g}}),} що задовольняє умовам {\displaystyle (A_{m}),(B_{m}),(C_{m})} при всіх m. Іншими словами, {\displaystyle S({\mathfrak {g}})} перетворюється в {\displaystyle {\mathfrak {g}}}-модуль (згідно умови {\displaystyle (C_{m})}), який зважаючи на умови {\displaystyle (A_{m}),(B_{m})} задовольняє властивості леми.

### Лема 3
Нехай {\displaystyle t\in T_{m}\cap \operatorname {Ker} \pi .} Тоді однорідна компонента {\displaystyle t_{m}} степеня {\displaystyle m} в {\displaystyle t} належить ідеалу J.

#### Доведення
Запишемо {\displaystyle t_{m}} як лінійну комбінацію базисних елементів {\displaystyle x_{\Sigma (i)},\;(1\leqslant i\leqslant r)} де кожна послідовність {\displaystyle \Sigma (i)} має довжину m. Гомоморфізм алгебр Лі {\displaystyle \rho :{\mathfrak {g}}\to {\mathfrak {gl}}(S({\mathfrak {g}})),} побудований в попередній лемі зважаючи на універсальну властивість алгебри {\displaystyle U({\mathfrak {g}})} продовжується до гомоморфізму алгебр {\displaystyle \rho :T({\mathfrak {g}})\to \operatorname {End} (S({\mathfrak {g}})),} для якого {\displaystyle \operatorname {Ker} \pi \subset \operatorname {Ker} \rho .} Тому {\displaystyle \rho (t)=0.} Але одиниця під дією гомоморфізму {\displaystyle \rho (t)} відображається в многочлен, старший член якого з огляду на попередню лему є лінійною комбінацією елементів {\displaystyle x_{\Sigma (i)},\;(1\leqslant i\leqslant r).} Тому ця лінійна комбінація дорівнює 0 в  {\displaystyle S({\mathfrak {g}})} і {\displaystyle t_{m}\in J,} що і треба було довести.

### Доведення теореми ПБВ
Відображення {\displaystyle \pi } є сюр'єктивним і {\displaystyle \pi (T_{m}\setminus T_{m-1})=U_{m}\setminus U_{m-1}.}Звідси випливає, що і відображення {\displaystyle \psi \circ \pi :T({\mathfrak {g}})\to G({\mathfrak {g}})}і також {\displaystyle \phi :S({\mathfrak {g}})\to G({\mathfrak {g}})}є сюр'єктивними.
Доведемо тепер ін'єктивність. Нехай {\displaystyle t\in T^{m}.} Потрібно довести, що з умови {\displaystyle \pi (t)\in U_{m-1}} випливає, що {\displaystyle t\in \operatorname {Ker} \pi .} Але якщо {\displaystyle t\in T^{m},\pi (t)\in U_{m-1},} то {\displaystyle \pi (t)=\pi (t')} для деякого {\displaystyle t'\in T_{m-1}}; отже, {\displaystyle t-t'\in \operatorname {Ker} \pi .} Застосуємо попередню лему до тензора {\displaystyle t-t'\in T_{m}\cap \operatorname {Ker} \pi :} однорідна компонента степені m є рівною {\displaystyle t} і тому {\displaystyle t\in J.}